# 3 janvier 1928
Le mardi 3 janvier 1928 est le 3e jour de l'année 1928.

## Naissances
- Christian Guilbert (mort le 20 aout 2014), joueur français de rugby à XV
- Frank Anderson (mort le 18 septembre 1980), joueur d'échecs canadien
- Romano Magnaldi (mort le 5 avril 1945), résistant italien
- Theo Hahn (mort le 12 février 2016), minéralogiste et cristallographe allemand

## Décès
- Claude France (née le 9 mars 1893), actrice française

## Événements
- Création de la revue Estampa